# Science-Fiction-Jahr 1922
Übersicht

◄◄ | ◄ | 1918 | 1919 | 1920 | 1921 | Science-Fiction-Jahr 1922 | 1923 | 1924 | 1925 | 1926 | ► | ►►

Weitere Ereignisse

## Neuerscheinungen Literatur
| Deutscher Titel                       | Deutschsprachiges Erscheinungsjahr | Originaltitel | Autor              | Anmerkungen |
| ------------------------------------- | ---------------------------------- | ------------- | ------------------ | ----------- |
| Auf den Spuren des Ichthyosaurus      | –                                  | –             | Friedrich Thieme   |             |
| Die Macht der Drei                    | –                                  | –             | Hans Dominik       |             |
| Ein Besuch auf dem Mars im Jahre 3000 | –                                  | –             | Constantin Redzich |             |

## Neuerscheinungen Filme
| Deutscher Titel                        | Deutschsprachiges Erscheinungsjahr | Originaltitel         | Regie                               | Anmerkungen |
| -------------------------------------- | ---------------------------------- | --------------------- | ----------------------------------- | ----------- |
| Parema – Das Wesen aus der Sternenwelt | –                                  | –                     | Mano Ziffer-Teschenbruck            |             |
|                                        |                                    | The Man from M.A.R.S. | Roy William Neill                   |             |
|                                        |                                    | The Young Diana       | Albert Capellani, Robert G. Vignola |             |

## Geboren
- Carl Amery († 2005)
- Kingsley Amis († 1995)
- Wolf D. Brennecke († 2002)
- John Burke († 2011)
- Curtis Casewit († 2002)
- John Christopher, Pseudonym von Samuel Youd († 2012)
- Czesław Chruszczewski († 1982)
- Hal Clement, Pseudonym von Harry Clement Stubbs († 2003)
- G. C. Edmondson († 1995)
- Gyula Fekete († 2010)
- Frank Kelly Freas († 2005)
- Franz Fühmann († 1984)
- George Hay († 1997)
- Adam Hollanek († 1998)
- Marco Janus, Pseudonym von Horst Zahlten († 1978)
- Damon Knight († 2002)
- Gottfried Kolditz († 1982)
- Boy Lornsen, bekannt durch Robbi, Tobbi und das Fliewatüüt († 1995)
- Wilhelm Meissel († 2012)
- Peter Norden
- Walt Richmond († 1977)
- André Ruellan († 2016)
- Evelyn E. Smith († 2000)
- George H. Smith († 1996)
- Rolf Ulrici († 1997)
- Kurt Vonnegut († 2007)
- Stefan Wul († 2003)
- Horst Zahlten († 1978)

## Gestorben
- Friedrich Eduard Bilz (* 1842)
- Wilhelm Bode (* 1862)
- Julius Gans von Ludassy (* 1858)
- Leopold Heller (* 1853)
- William Henry Hudson (* 1841)
- Walther Rathenau (* 1867)
- Alexander Reichardt (* 1858)
- Paul Thiem (* 1858)
- August Hoffmann von Vestenhof (* 1848)
- Rosa Voigt (* 1837)
- Hermann Wölfle (* 1848)